# Andrusova, Rozdilna
Andrusova (în ucraineană Андрусова) este un sat în comuna Zatîșșea din raionul Rozdilna, regiunea Odesa, Ucraina.

## Demografie
Componența lingvistică a localității Andrusova
     Ucraineană (95,59%)
     Rusă (4,41%)
Conform recensământului din 2001, majoritatea populației localității Andrusova era vorbitoare de ucraineană (95,59%), existând în minoritate și vorbitori de rusă (4,41%).